# Anthogona variegata
Anthogona variegata är en mångfotingart som beskrevs av Ribaut 1913. Anthogona variegata ingår i släktet Anthogona och familjen Anthogonidae. Inga underarter finns listade i Catalogue of Life.